# Прерії техаського Блекленду
Прерії техаського Блекленду або Прерії техаського Чорнозем'я (ідентифікатор WWF: NA0814) — неарктичний екорегіон помірних луків, саван і чагарників, розташований в Техасі на півдні США.

## Географія
Екорегіон прерій техаського Блекленду простягається приблизно на 500 км з північного сходу на південний захід через східну частину Центрального Техасу. Він складається з двох паралельних поясів: основного і меншого. Основний пояс простягається від долини Південної Червоної річки, що протікає на кордоні Техасу та Оклахоми, через агломерацію Даллас — Форт-Верт на південний захід до міста Сан-Антоніо. На північ та північний захід від цього поясу простягаються перехідні лісостепи Центральних Сполучених Штатів, а на південний захід — савани Едвардського плато та луки і чагарники Тамауліпаського мескіталю. Менший пояс включає прерію Фаєтт та прерію Сан-Антоніо. Він майже повністю оточений екорегіоном лісів сходу Центрального Техасу, який відділяє його від основного поясу прерій Блекленду, за винятком північного сходу, де прерія Фаєтт переходить у ліси Пайні-Вудсу.
Рельєф регіону представлений горбистими рівнинами, основу яких складають еоценові та крейдові осадові породи. Характерною рисою регіону, завдяки якій він отримав свою назву, є родючі чорні або темно-сірі лужні ґрунти, які переважно представлені вертісолями, альфісолями та моллісолями. Тут зустрічаються численні форми мікрорельєфу, зокрема куполоподібні кургани майме діаметром кілька метрів та висотою до одного метра, та западини гільгай (степові блюдця) діаметром кілька метрів, які додають складності рослинним угрупованням.

## Клімат
В межах екорегіону домінує вологий субтропічний клімат (Cfa за класифікацією кліматів Кеппена), який характеризується спекотним, дощовим літом та м'якою зимою. Середня температура в регіоні становить 18-21 °C. Взимку температура рідко опускається нижче 0 °C. Середньорічна кількість опадів коливається від 740 до 1120 мм.

## Флора
Рослинний покрив екорегіону раніше був представлений високотравними преріями, які домінували на рівнинах, та низинними листяними лісами, що росли в заплавах річок. Прерії регіону характеризувалися високим ступенем різноманіття залежно від типів ґрунтів. Найчастіше у них домінували високі злаки, зокрема мітлистий бородачник (Schizachyrium scoparium) та пониклий сорговник (Sorghastrum nutans), але на деяких ділянках переважали інші трави, зокрема високий бородачник (Andropogon gerardi), східна гама (Tripsacum dactyloides), прутяне просо (Panicum virgatum), високий спороболус (Sporobolus compositus), спороболус Сільвеуса (Sporobolus silveanus), складчастий двоколосник (Paspalum plicatulum), шорстка грама (Bouteloua hirsuta), мюленбергія Ревершона (Muhlenbergia reverchonii) та осока Міда (Carex meadii). Окрім злаків, у преріях також зустрічалося багате різнотрав'я, зокрема прерієві палаючі зірки (Liatris pycnostachya), великоцвіті дівочі очки (Coreopsis grandiflora), соняшники Максиміліана (Helianthus maximiliani), прерієві компасоцвіти (Silphium laciniatum), різні види прерієвої конюшини (Dalea spp.), прерієвої айстри (Symphyotrichum spp.) та дикого індиго (Baptisia spp.).
Важливими факторами, які підтримували існування високотравних прерій регіону, були пожежі та випас великих травоїдних тварин. Пожежі, що спалахували від удару блискавки, час від часу охоплювали територію прерій, очищаючи її від дерев та кущів і водночас стимулюючи ріст місцевих пірофітних трав'янистих рослин, адаптованих до пожеж. За оцінками, до появи в регіоні американських колоністів інтервал між пожежами становив приблизно 5-10 років. Стада американських бізонів (Bison bison), вилорогів (Antilocapra americana) та оленів паслися в преріях, витоптували й удобрювали ґрунти та стимулювали ріст трав. Бізони були винищені в екорегіоні до середини XIX століття.

## Фауна

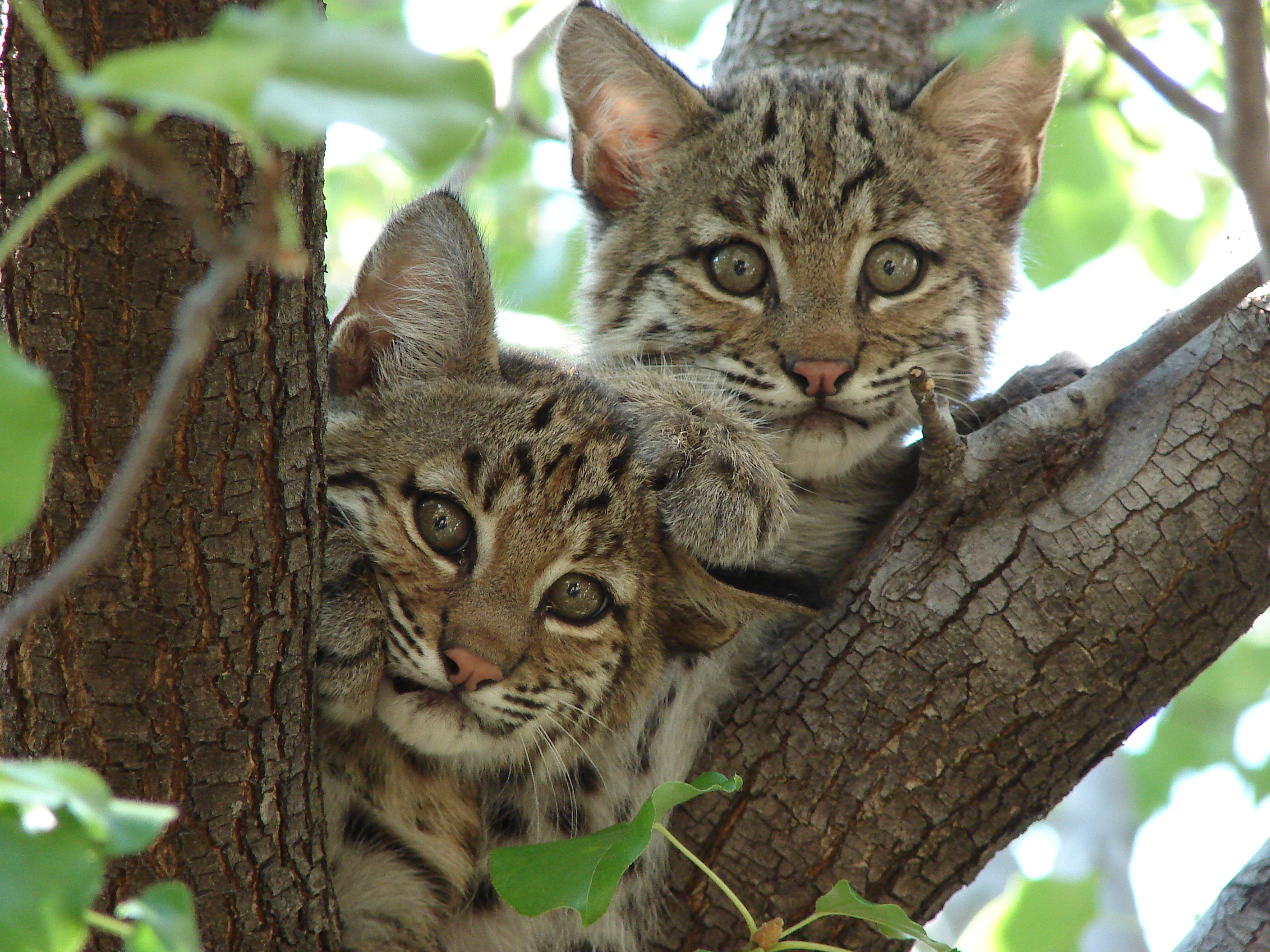
Руді рисі (Lynx rufus)

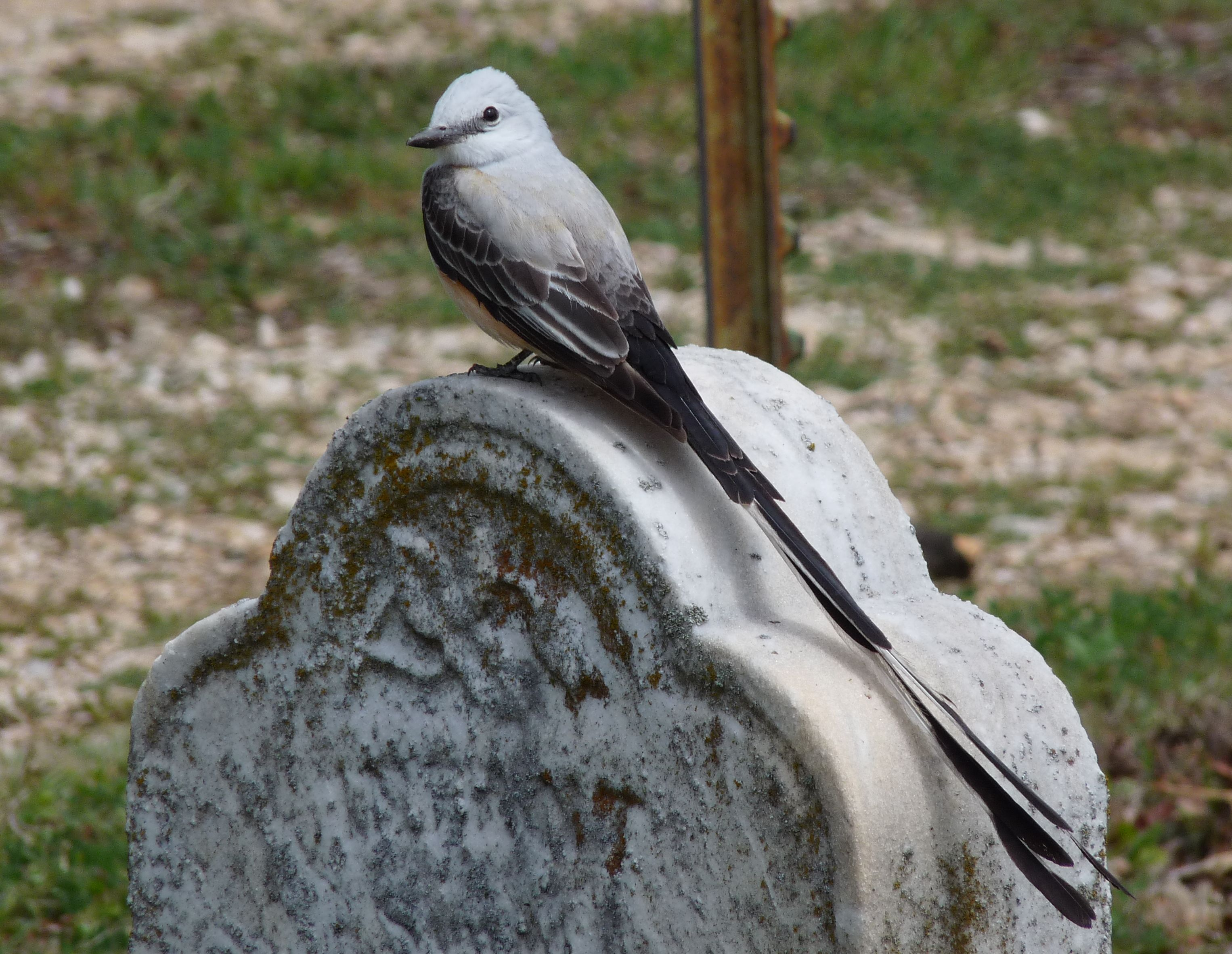
Мексиканський тиран (Tyrannus forficatus)

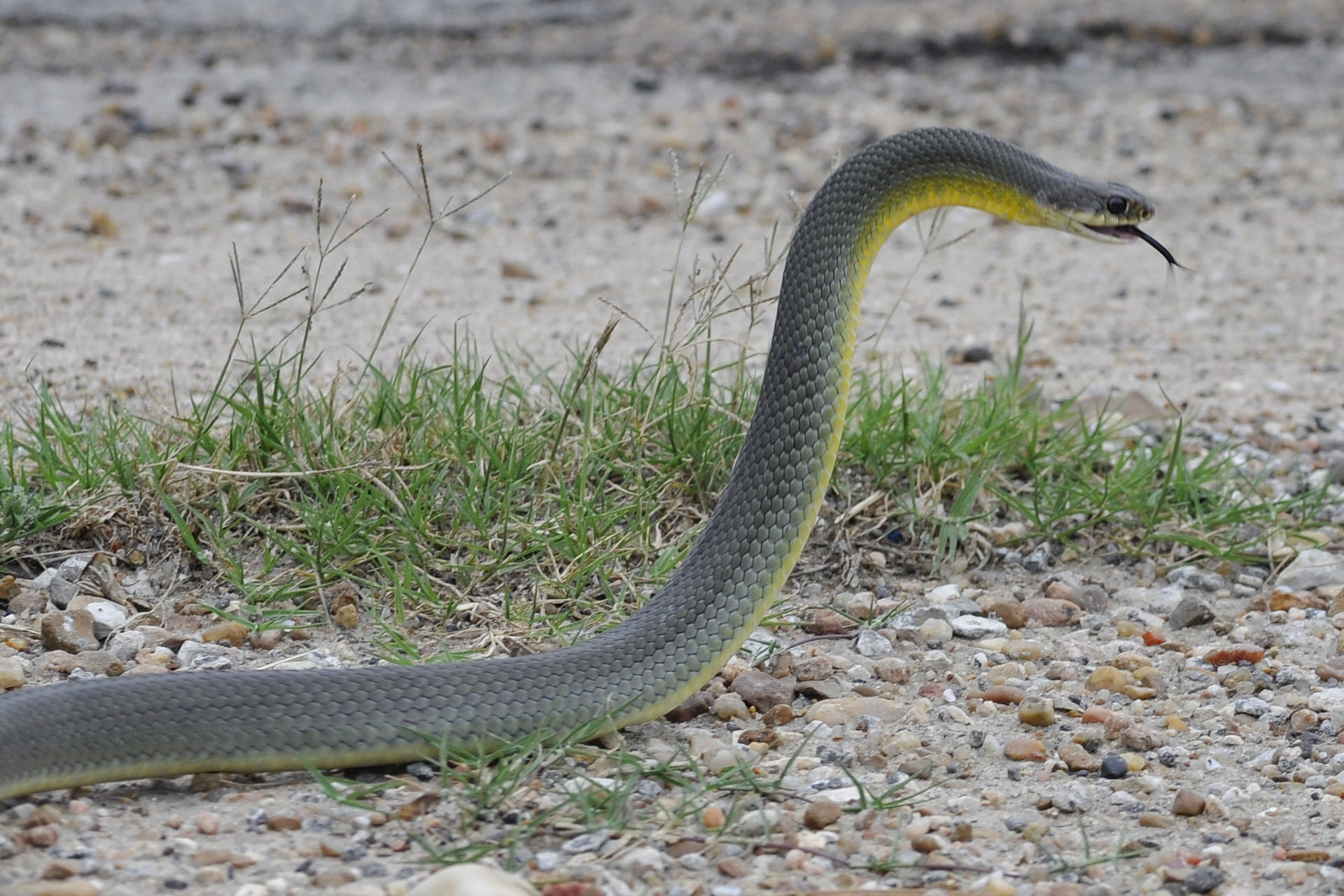
Чорний полоз (Coluber constrictor)

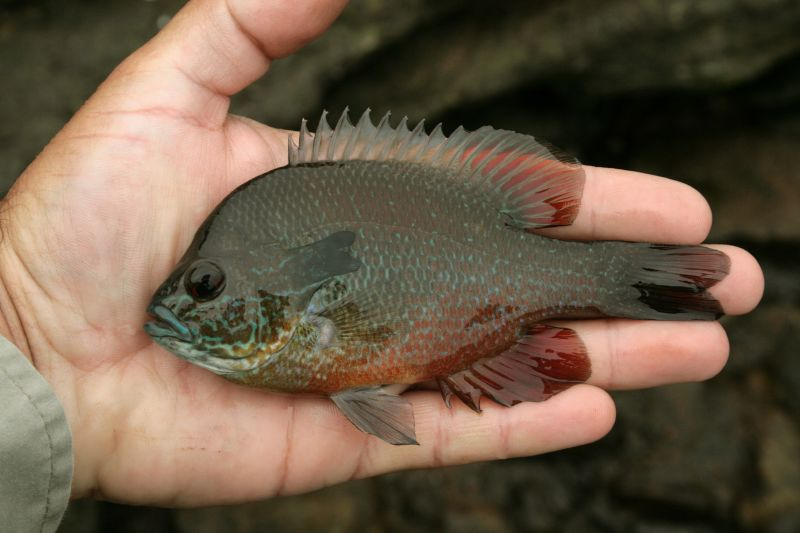
Вухатий сонячний окунь (Lepomis megalotis)

Серед поширених в екорегіоні ссавців слід відзначити білохвостого оленя (Odocoileus virginianus), койота (Canis latrans), сіру лисицю (Urocyon cinereoargenteus), руду рись (Lynx rufus), довгохвосту ласицю (Neogale frenata), смугастого скунса (Mephitis mephitis), звичайного ракуна (Procyon lotor), північноамериканську котофредку (Bassariscus astutus), американського борсука (Taxidea taxus), великовухого зайця (Lepus californicus), флоридського кролика (Sylvilagus floridanus), дев'ятипоясного броненосця (Dasypus novemcinctus), віргінського опосума (Didelphis virginiana), канадського бобра (Castor canadensis), лисячу вивірку (Sciurus niger), тринадцятисмугого ховраха (Ictidomys tridecemlineatus), прерієву врожайницю (Reithrodontomys montanus), рудувату врожайницю (Reithrodontomys fulvescens), луїзіанського гофера (Geomys breviceps), білоногу мишу (Peromyscus leucopus), щетинистого бавовняного хом'яка (Sigmodon hispidus), рудого волохатохвоста (Lasiurus borealis) та мексиканського молосика (Tadarida brasiliensis).
Великі тварини, які населяли прерії Блекленду до прибуття європейських колоністів, зокрема рівнинні бізони (Bison bison bison), американські вилороги (Antilocapra americana), барибали (Ursus americanus), рівнинні вовки (Canis lupus nubilus), руді вовки (Canis rufus), північноамериканські пуми (Puma concolor couguar), ягуари (Panthera onca) та оцелоти (Leopardus pardalis), були винищені в екорегіоні. Інші види, зокрема нутрії (Myocastor coypus), хатні миші (Mus musculus), чорні пацюки (Rattus rattus) та сірі пацюки (Rattus norvegicus), були інтродуковані в регіон людьми. Здичавілі коти (Felis catus) та дикі свині (Sus scrofa) становлять загрозу для місцевої фауни та викликають серйозне занепокоєння природоохоронців.
Орнітофауна екорегіону нараховує понад 325 видів птахів, враховуючи весняних та осінніх мігрантів, зимуючих та гніздових видів. Серед мігруючих птахів, що регулярно прилітають до екорегіону, слід відзначити малого гоголя (Bucephala albeola), жовтоокого креха (Lophodytes cucullatus), блакитну чепуру (Egretta caerulea), чорногорлого квака (Nyctanassa violacea), американського луня (Circus hudsonius), мексиканську горличку-інку (Columbina inca), північного кукліло (Coccyzus americanus), рубіновогорлого колібрі (Archilochus colubris), мексиканського тирана (Tyrannus forficatus), американського щеврика (Anthus rubescens), оливкового червоїда (Leiothlypis celata), північного бруанта (Zonotrichia querula), синю скригнатку (Passerina caerulea), індигову скригнатку (Passerina cyanea), райдужну скригнатку (Passerina ciris) та лускуна (Spiza americana). 
Серед птахів, що зустрічаються у преріях Блекленду протягом всього року, слід відзначити великого індика (Meleagris gallopavo), каролінку (Aix sponsa), блакитнокрилу чирянку (Spatula discors), урубу (Coragyps atratus), чорноголового яструба (Accipiter cooperii), рудоплечого канюка (Buteo lineatus), американського боривітра (Falco sparverius), віргінського пугача (Bubo virginianus), неоарктичну сову (Strix varia), каліфорнійську таязуру-подорожника (Geococcyx californianus), північного рибалочку-чубаня (Megaceryle alcyon), каролінську гілу (Melanerpes carolinus), волохатого дятла (Leuconotopicus villosus), американського сорокопуда (Lanius ludovicianus), червоноплечого еполетника (Agelaius phoeniceus), східного шпаркоса (Sturnella magna), східного блакитника (Sialia sialis), гострочубу синицю (Baeolophus bicolor), каролінського поплітника (Thryothorus ludovicianus), білоброву карнатку (Spizella passerina), потюка (Chondestes grammacus) та прерієвого багновця (Ammodramus savannarum).
У преріях техаського Блекленду зустрічаються міссісіпські алігатори (Alligator mississippiensis), хоча вони тут не дуже поширені. Всюдисущі червоновухі черепахи (Trachemys scripta elegans) зустрічаються по всьому екорегіону, річкові прикрашені черепахи (Pseudemys concinna) — на північному сході, техаські прикрашені черепахи (Pseudemys texana) — на південному заході, гострогорбі черепахи (Graptemys pseudogeographica) — у великих річках, а довгошиї черепахи (Deirochelys reticularia) — у сторячих водоймах. Також в екорегіоні зустрічаються й інші черепахи, зокрема кайманові черепахи (Chelydra serpentina), трипалі коробчасті черепахи (Terrapene triunguis), пенсильванські черепахи (Kinosternon subrubrum), мускусні черепахи (Sternotherus odoratus) та колючі м'якотілі черепахи (Apalone spinifera). Серед поширених в регіоні ящірок слід відзначити каролінського аноліса (Anolis carolinensis), шестисмугого батогохвоста (Aspidoscelis sexlineatus), прерієву ігуану (Sceloporus consobrinus), техаську колючу ігуану (Sceloporus olivaceus), струнку скляну веретільницю (Ophisaurus attenuatus), американського п'ятисмугого сцинка (Plestiodon fasciatus), широкоголового сцинка (Plestiodon laticeps), прерієвого сцинка (Plestiodon septentrionalis) та земляного сцинка (Scincella lateralis). 
Змії є найрізноманітнішою групою плазунів в екорегіоні. Серед поширених в регіоні змій слід відзначити чорного полоза (Coluber constrictor), східну свиноносу змію (Heterodon platirhinos), прерієву королівську змію (Lampropeltis calligaster), плямисту королівську змію (Lampropeltis holbrooki), полоза-батога (Masticophis flagellum), плоскочеревого вужа (Nerodia erythrogaster), алмазного вужа (Nerodia rhombifer), зелену трав'яну змію (Opheodrys aestivus), щурячого полоза (Pantherophis obsoletus), вужа-ракоїда Грема (Regina grahamii), плоскоголову змію (Tantilla gracilis), західну підв'язкову змію (Thamnophis proximus), а також кілька отруйних змій — мідноголову мокасинову змію (Agkistrodon contortrix), водяну мокасинову змію (Agkistrodon piscivorus), лісового гримучника (Crotalus horridus) та техаського коралового аспіда (Micrurus tener).
Серед поширених в екорегіоні жаб слід відзначити американську жабу-бика (Lithobates catesbeianus), південну леопардову жабу (Lithobates sphenocephalus), ропуху Вудхауса (Anaxyrus woodhousi), лопатонога Гюнтера (Scaphiopus hurteri), західну вузькороту райку (Gastrophryne olivacea), райку-цвіркуна Бланшара (Acris blanchardi), сіру деревну райку Копа (Dryophytes chrysoscelis), американську райку (Dryophytes cinerea), плямисту болотяну райку (Pseudacris clarkii), болотяну райку Штрекера (Pseudacris streckeri) та ще близько 10 видів, а серед саламандр — короткоголову амбістому (Ambystoma texanum), східноамериканського тритона (Notophthalmus viridescens) та середнього сирена (Siren intermedia).
Серед риб, що зустрічаються у водоймах екорегіону, слід відзначити плямистого окуня (Micropterus punctulatus), білого окуня (Morone chrysops), чорного краппі (Pomoxis nigromaculatus), білого краппі (Pomoxis annularis), чорного сомика (Ameiurus melas), блакитного сома (Ictalurus furcatus), оливкового сома (Pylodictis olivaris), плямистого медтомика (Noturus nocturnus), ненажерливого сонячного окуня (Lepomis gulosus), оранжевоплямистого сонячного окуня (Lepomis humilis), вухатого сонячного окуня (Lepomis megalotis) та прісноводного горбаня (Aplodinotus grunniens). Серед дрібних риб, що зустрічаються в регіоні, слід відзначити південну доросому (Dorosoma petenense), червоного шайнера (Cyprinella lutrensis), чорнохвостого шайнера (Cyprinella venusta), мілинного головня (Macrhybopsis hyostoma), шайнера-привида (Notropis buchanani), кирпатого яльця (Opsopoeodus emiliae), товстоголового яльця (Pimephales promelas), бикоголового яльця (Pimephales vigilax), річкового карпика (Carpiodes carpio), чорносмугу фундулу (Fundulus notatus), болотяного дартера (Etheostoma gracile), великолускату перцину (Percina macrolepida), тьмяну перцину (Percina sciera) тощо.

## Історія
Корінні американці постійно населяли територію екорегіону з часів виникнення культури Кловіс приблизно 13 000 років тому. Мислиці-збирачі сприяли підтримці прерій шляхом контрольованих пожеж, які робили землю більш придатною для полювання на бізонів та на іншу дичину. В історичний період на території регіону проживали вічіта, вако, тонкава та команчі. Вони були витіснені європейськими колоністами, які принесли в екорегіон зрошувальне землеробство та скотарство. Розвиток сільського господарства в регіоні швидко призвів до знищення природних ландшафтів.
З 1825 по 1845 роки в регіон прибуло багато чеських та німецьких іммігрантів, які виявили, що родючі ґрунти Блекленду чудово підходять для ведення землеробства. До кінця XIX століття 98 % прерій регіону були розорані. Це був провідний бавовняний регіон штату Техас. Також тут вирощуваали сорго, кукурудзу, пшеницю та сіно. Земля була настільки цінною, що поля простягалися аж до узбіч доріг, і рідко огороджувались, а території на берегах річок були розчищені до самої води. Деякі поселення екорегіону почали швидко розвиватися та перетворилися на найбільші міста Техасу — Остін, Даллас, Форт-Верт, Сан-Антоніо, Темпл та Вако. Важливим фактором їхнього зростання у XIX столітті була сільськогосподарська діяльність.
З 1889 по 1905 роки Біологічне бюро США (нині Служба рибних ресурсів та дикої природи США) на чолі з головним польовим натуралістом Верноном Бейлі з командою з 12 федеральних польових агентів проводила дослідження природи Техасу. Під час обстеження були зібрано детальні дані про рельєф, землекористування, клімат штату, зразки рослин, птахів і ссавців, а також зроблені великі фотографії ландшафту. Однак через те, що вже на той час природний стан регіону Блекленд був настільки змінений, що дикої природи залишилося небагато, команда біологічних дослідників провела тут небагато часу — близько 4 % від загальної польової роботи. Населення Техасу станом на 1900 рік становило менше 3 000 000 осіб, у 2001 році воно перевищило 20 000 000 осіб, а у 2019 році воно становило майже 29 000 000 осіб . Незважаючи на те, що близько 1900 року 98 % території екорегіону використовувалися як орні землі, після 1950 року відбулися зміни у землекористуванні: у землеробстві було задіяно близько 50 % землі, і водночас значно збільшилася кількість пасовищ: 25 % території регіону становили  окультурені пасовища, а 25 % — пасовищні угіддя. В результаті розвитку землеробства, надмірного випасу худоби та інших нерозсудливих методів землекористування в регіоні залишилося небагато залишків природного рослинного покриву.

## Збереження
Завдяки родючим ґрунтам та сприятливому клімату територія екорегіону ідеально підходить для ведення землеробства. Це призвело до того, що майже всі прерії регіону були розорані. За оцінками, лише 0,1 % прерій збереглися у природному стані. Залишки прерій, зокрема, збереглися у заповіднику Клаймер-Медоу площею 1400 акрів, розташованому поблизу Селеста. Цей заповідник належить організації «The Nature Conservancy». Інша ділянка прерій входить до Національних луків Каддо площею 71,97 км², якими управляє Лісова служба США.
Загалом оцінка 2017 року показала, що 182 км², або менше 1 % екорегіону, є заповідними територіями. Більшість державних парків та територій управління дикою природою в екорегіоні охоплюють території навколо озер та річок і зосереджені на відпочинку, риболовлі та полюванні, а не на збереженні прерій. Багато з цих територій знаходяться в оренді, а не у власності штату. До таких природоохоронних територій належать: Державний парк Бонем, Зона управління дикою природою Кедр-Крік-Айлендс, Державний парк Кедрового пагорба, Державний парк озера Купер, Зона управління дикою природою Купер, Державний парк озера Тавакомі, Зона управління дикою природою Тавакомі, Державний парк Локгарт та Державний парк Пертіс-Крік.

## Галерея

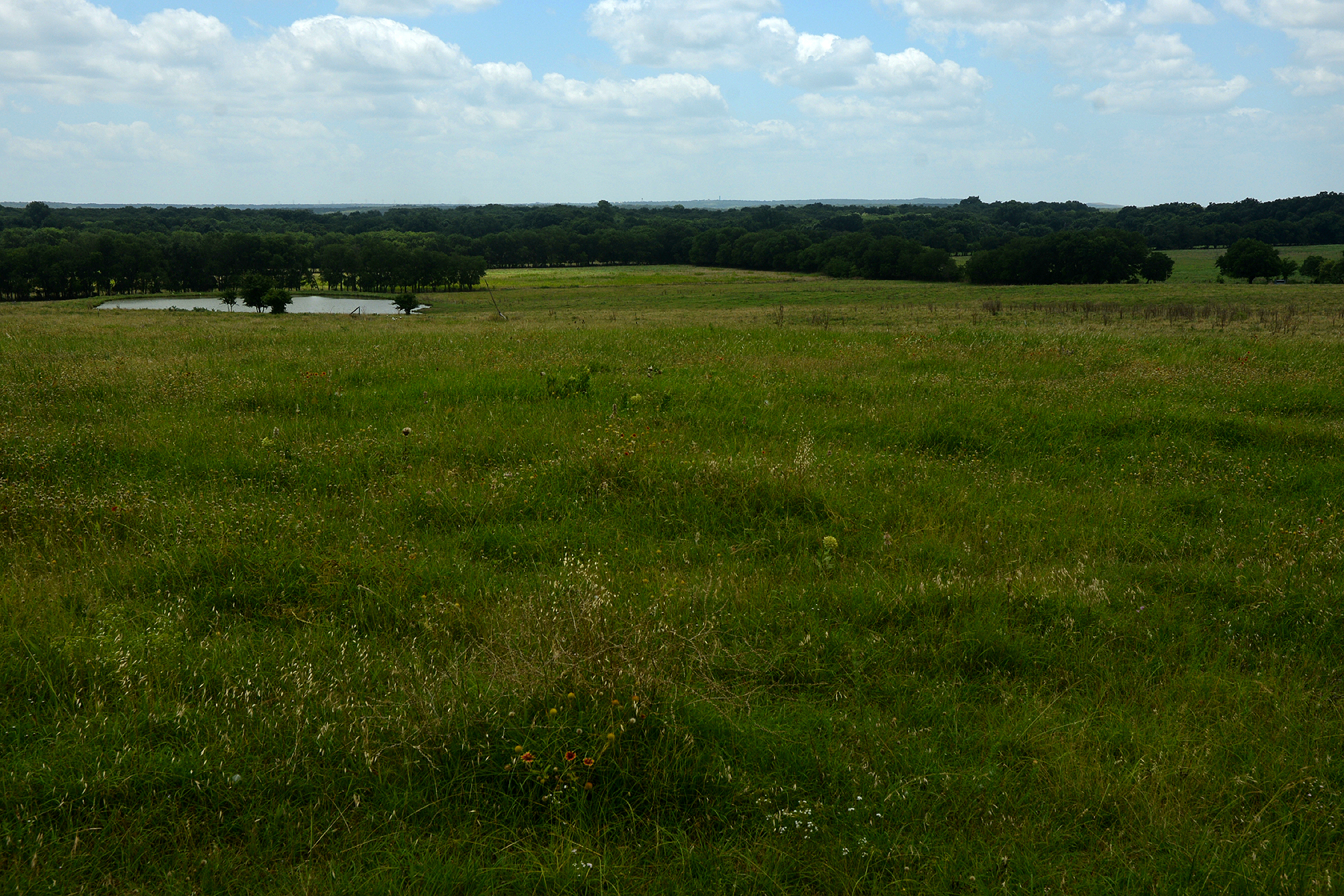
Ранчо на схід від Грандв'ю в окрузі Джонсон
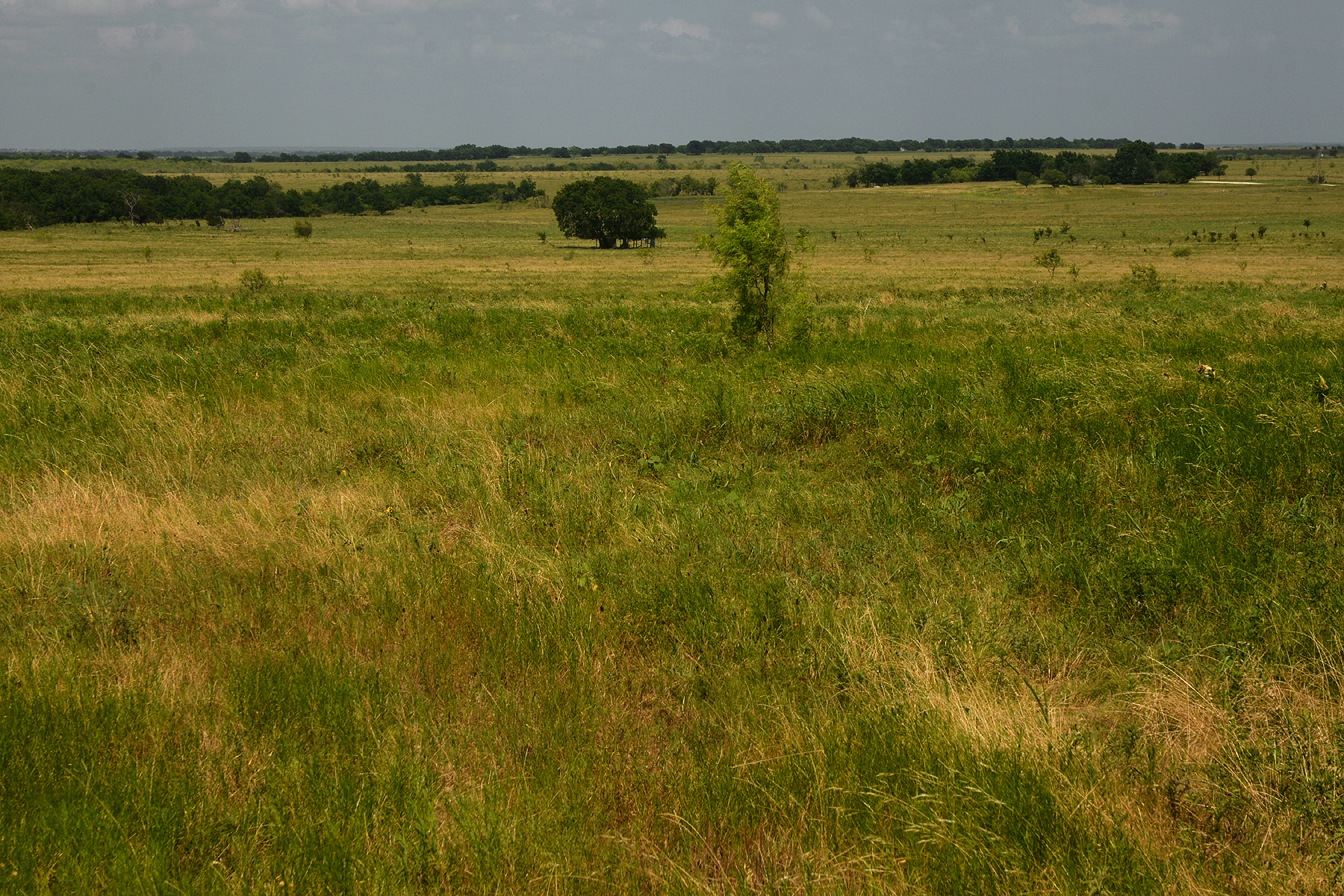
Ранчо та пасовища в окрузі Лаймстоун
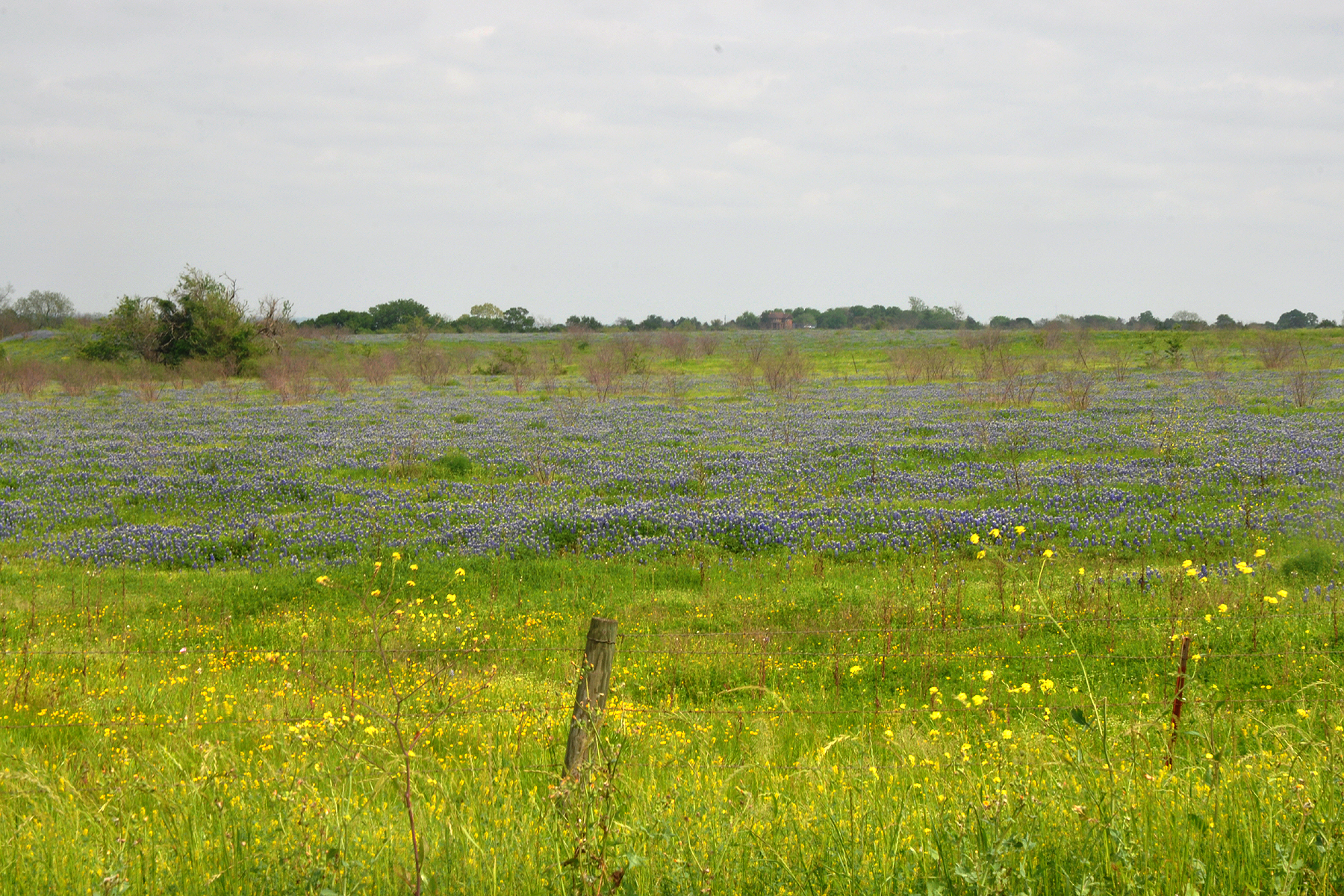
Техаські люпини[en] (Lupinus texensis) на ранчо в окрузі Вашингтон
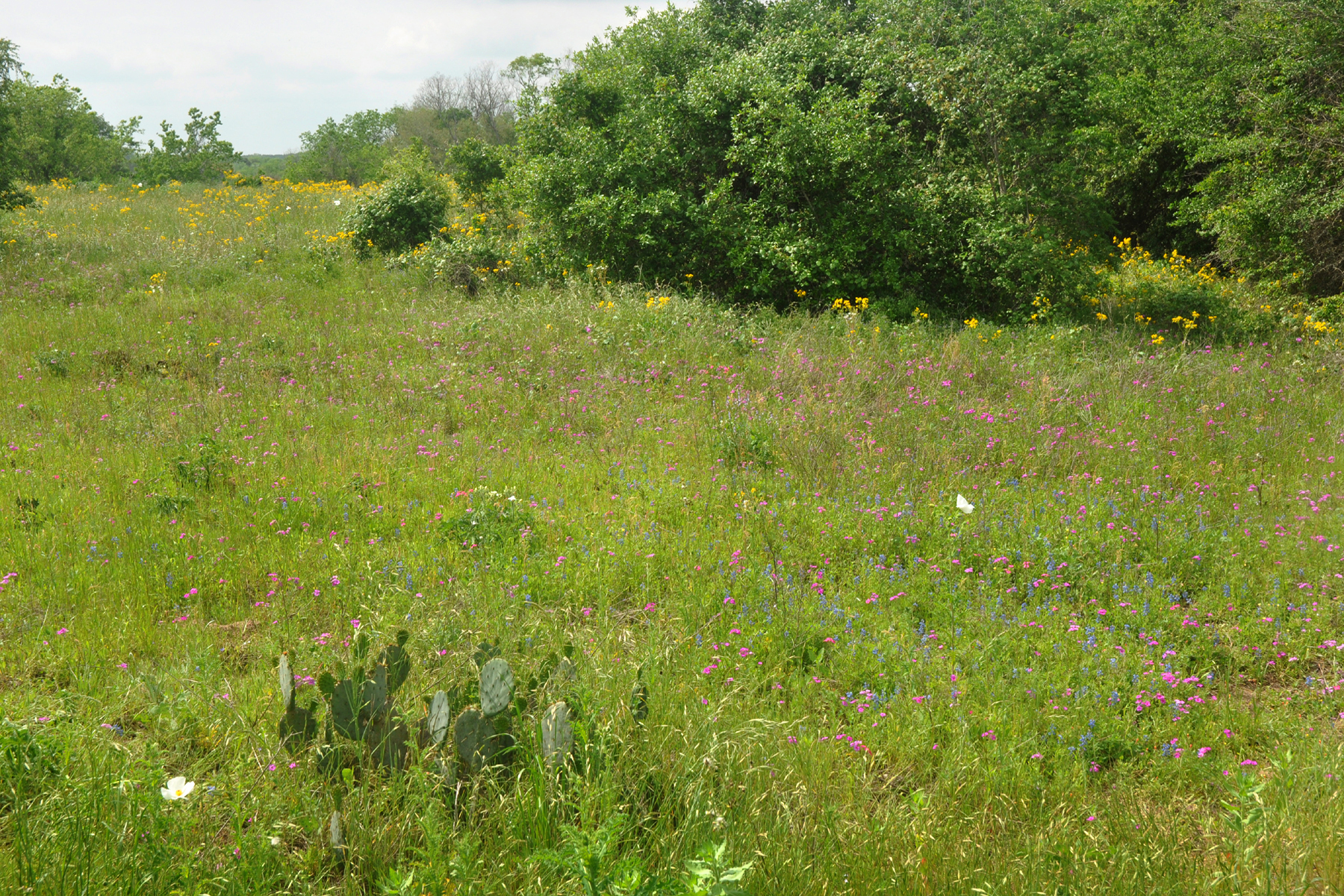
Історична пам'ятка Вашингтон-на-Бразосі[en] в окрузі Вашингтон
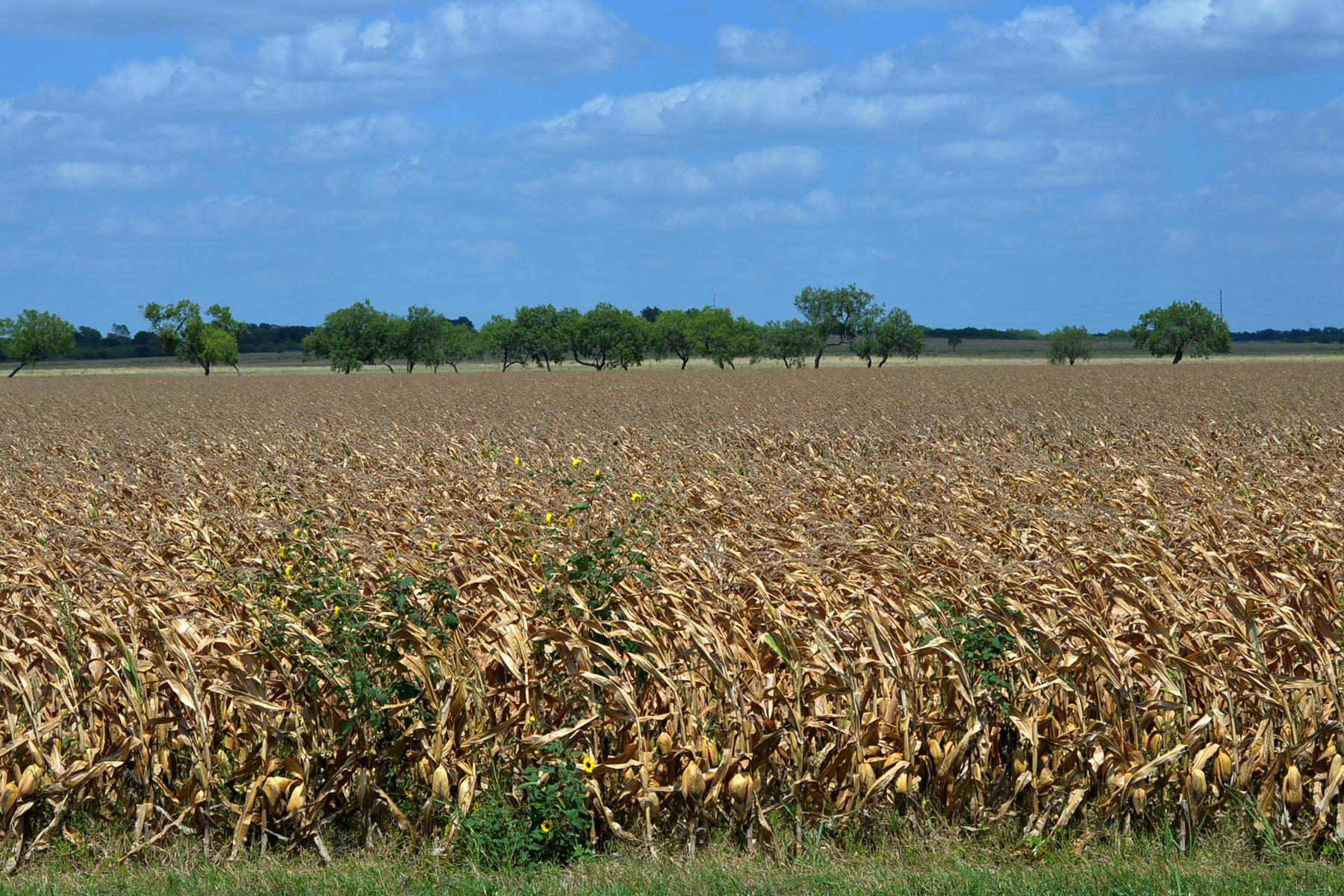
Сільськогосподарські угіддя в окрузі Гвадалупе
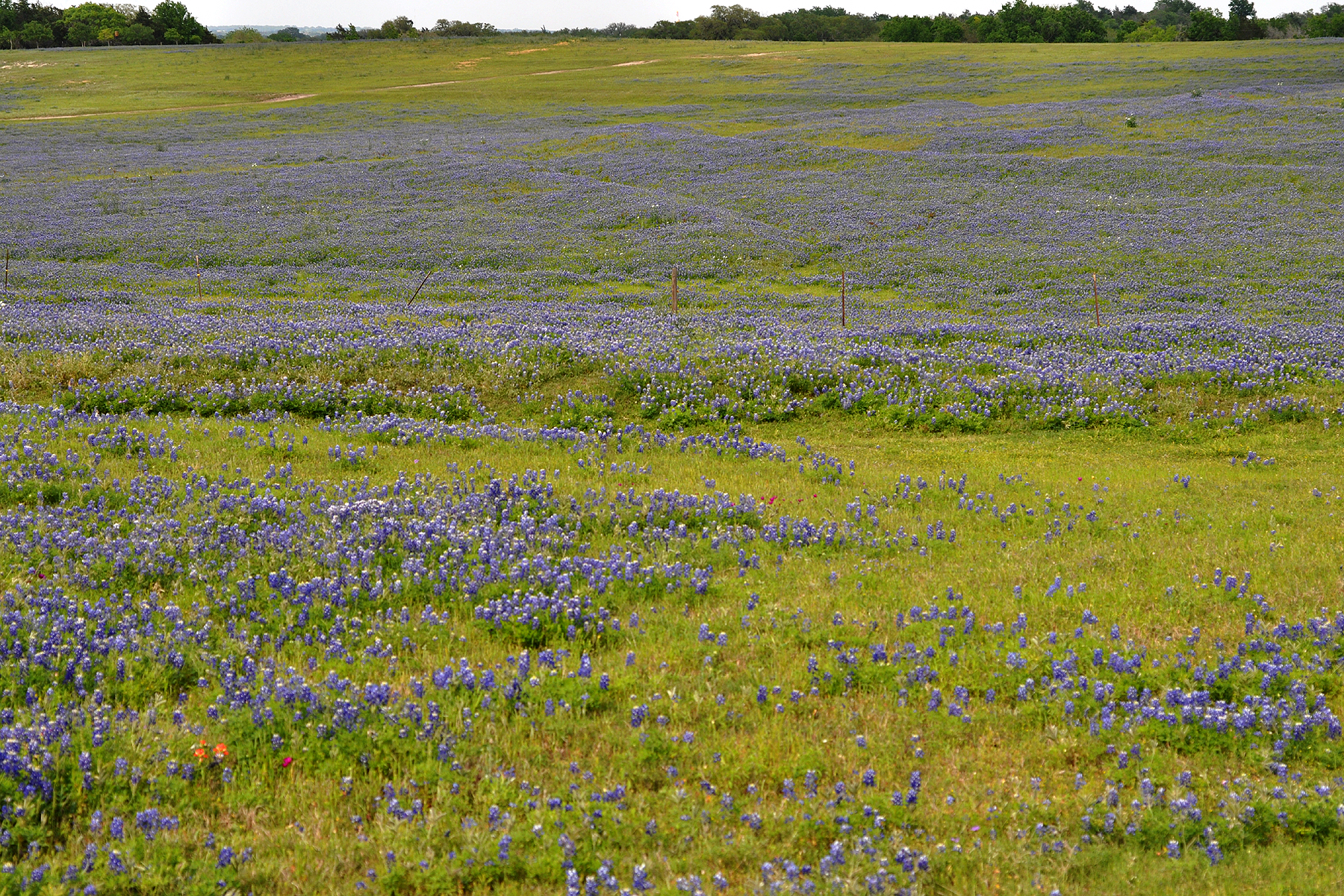
Поле техаських люпинів (Lupinus texensis) в окрузі Гонсалес
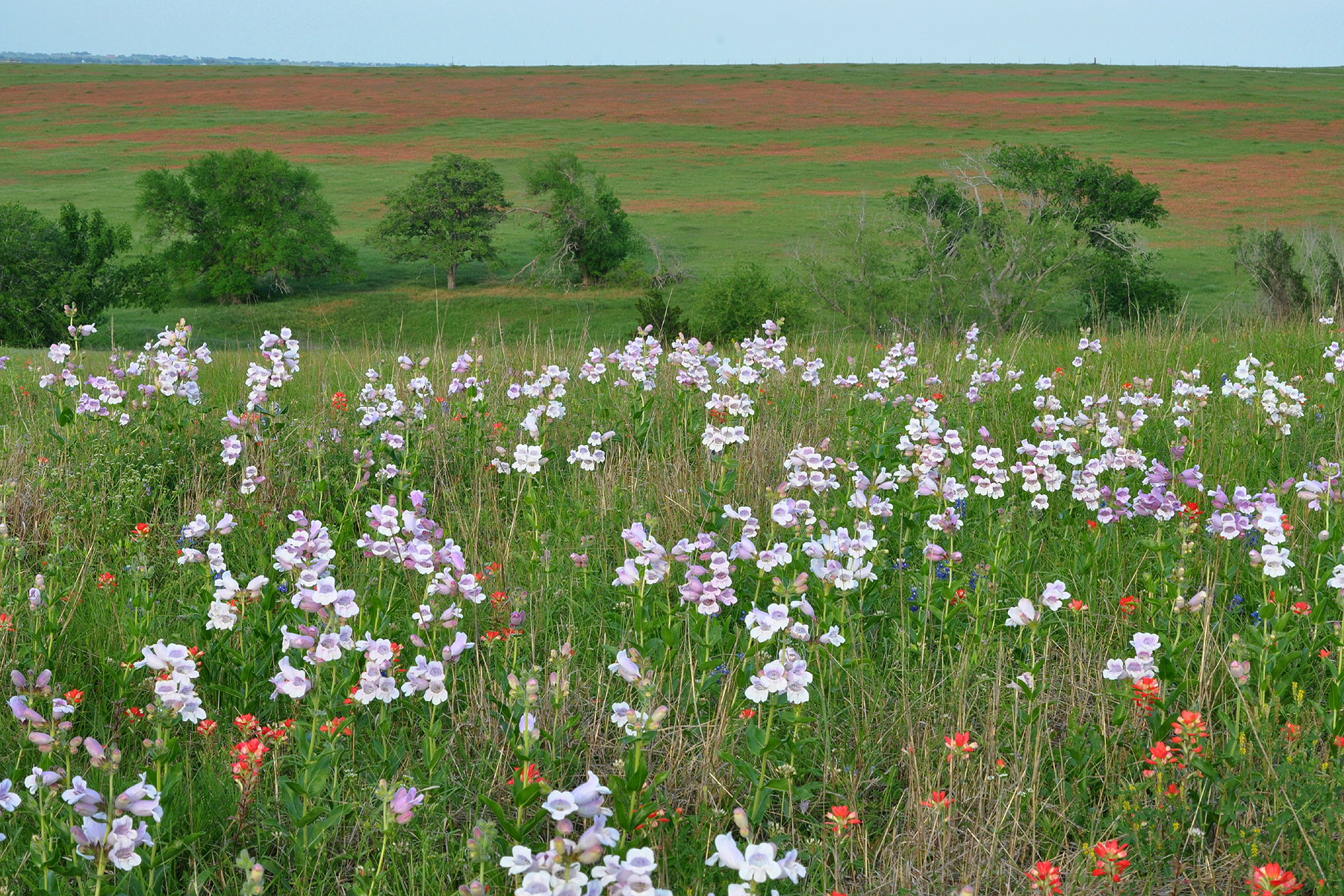
Прерієві бородоязичники[en] (Penstemon cobaea) на ранчо в окрузі Лавака